# La Séance de trois heures
La Séance de trois heures est un tableau réalisé par le peintre français Henri Matisse au début de l'année 1924 à Nice, dans les Alpes-Maritimes. Cette huile sur toile représente l'intérieur de son atelier alors que son modèle Henriette Darricarrère est elle-même occupée à la peinture d'un nu féminin. Exposée au Salon d'Automne en 1925, l'œuvre est conservée au Metropolitan Museum of Art, à New York, aux États-Unis, depuis un don en 2008.